# 14 Romeinse districten van Augustus

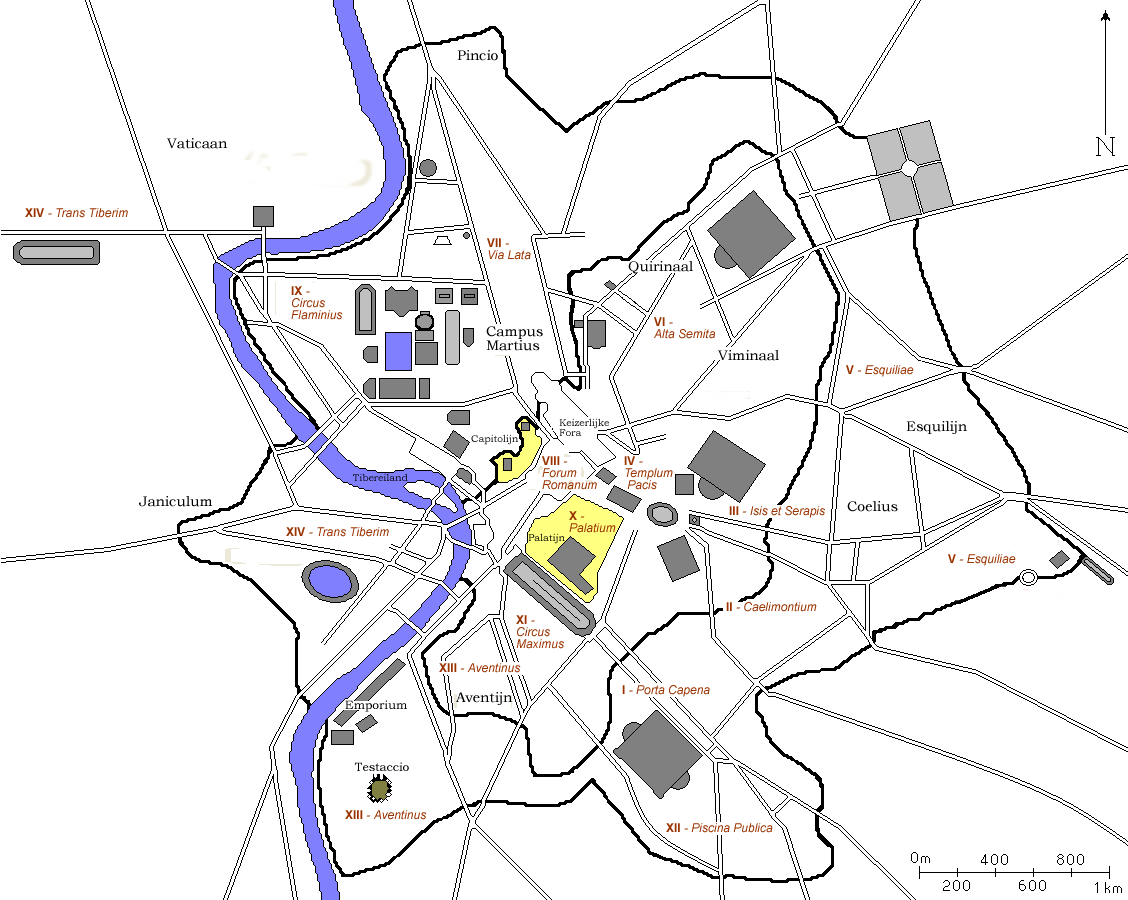
Kaart met de 14 districten van Augustus

De 14 Romeinse districten van Augustus ontstonden toen keizer Augustus in 7 v.Chr. de stad Rome herindeelde in administratieve districten en wijken. Voordien was Rome binnen de oude Republikeinse stadsmuur onderverdeeld in vier districten. Augustus verving deze door veertien nieuwe, acht binnen de stadsmuur en zes daarbuiten. De belangrijkste wegen die de stad uitliepen werden als grens gebruikt, zoals de Via Lata, die het Marsveld doormidden deelde.
De districten (Latijn:regiones) werden bestuurd door magistraten die jaarlijks door loting werden aangewezen. De districten werden verder onderverdeeld in wijken (vici) die werden bestuurd door wijkhoofden (vicomagistri) die uit de plebejers van de buurtschappen gekozen werden.
Oorspronkelijk werd alleen met nummers aan de districten gerefereerd, maar later werden er ook namen bij bedacht.

## Vierde-eeuwse beschrijving van de districten
Aan het begin van de vierde eeuw maakte een onbekende schrijver een catalogus van de belangrijkste bouwwerken van ieder van de 14 districten. Deze catalogus is in twee latere, enigszins verschillende versies overgeleverd. De ene versie heeft in de handschriften geen titel, maar staat bekend als de Notitia urbis Romae regionum XIV, de andere heeft wel een titel: Curiosum urbis Romae regionum XIIII. De Notitia dateert ergens uit de jaren 334-357 en de Curiosum uit de jaren 357-449. Het doel van deze beschrijvingen is niet geheel duidelijk; de beschrijving van ieder district begint met het woord continet (‘bevat’), maar belangrijke bouwwerken als de mausolea van Augustus en Hadrianus en de bogen van Titus en Septimius Severus worden niet genoemd.

## Lijst van districten
- I Porta Capena - In het zuidoosten van de stad. De naam is ontleend aan de Porta Capena, een belangrijke poort in de Servische stadsmuur.
- II Caelimontium - De Caelius heuvel.
- III Isis et Serapis - Besloeg delen van de Oppius en Esquilijn en het dal waar later het Colosseum gebouwd werd. De naam is afkomstig van de Tempel van Isis en haar metgezel Serapis die in dit district stond.
- IV Templum Pacis - De vallei tussen de Esquilijn en de Viminaal. De grote volkswijk Subura lag in dit district. Het ontleent zijn naam aan de Vredestempel van keizer Vespasianus, een van de keizerlijke fora.
- V Esquiliae - De Esquilijn heuvel, delen van de kleinere heuvels Oppius en Cispius en de grote vlakte buiten de stadsmuur.
- VI Alta Semita - De heuvels Quirinaal en Viminaal. De wijk is genoemd naar de belangrijke straat Alta Semita op de Quirinaal.
- VII Via Lata - Het oostelijke deel van het Marsveld en de Pincio heuvel. Het grote Marsveld was in twee districten gesplitst die gescheiden werden door de Via Lata, het eerste deel van de Via Flaminia in de stad.
- VIII Forum Romanum - Het centrum van de stad. Tot dit district behoorden de Capitolijn en het Forum Romanum, waarnaar het district genoemd is.
- IX Circus Flaminius - Het westelijke deel van het Marsveld. De naam in ontleend aan het Circus Flaminius, een belangrijk publiek gebouw in de wijk.
- X Palatium - De Palatijn.
- XI Circus Maximus - De vallei tussen de Palatijn en de Aventijn waar het Circus Maximus was gebouwd. Ook de Velabrum, de vallei tussen de Palatijn en Capitolijn, hoorde bij dit district.
- XII Piscina Publica - In het zuiden van de stad. De naam is afkomstig van een monument dat tijdens de Romeinse keizertijd is verdwenen.
- XIII Aventinus - Omvatte de Aventijn en de vlakte ervoor, langs de Tiber.
- XIV Trans Tiberim - Het enige district ten westen van de Tiber, tegenwoordig is dit de wijk Trastevere.

## Antieke bron
1. ↑  Suetonius, De Vita Caesarum, Aug. 30